# Tharsis Montes

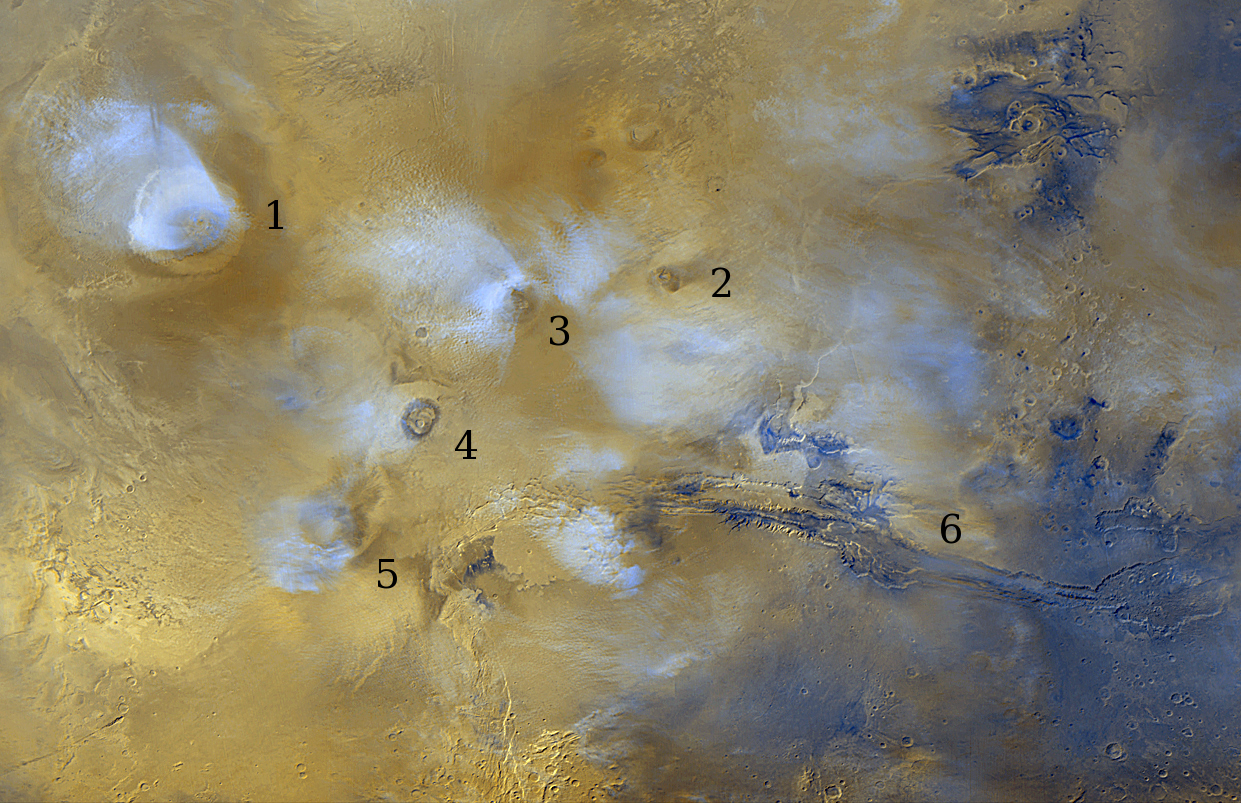
Wyżyna Tharsis: łańcuch Tharsis Montes tworzą Ascraeus Mons (3), Pavonis Mons (4) i Arsia Mons (5). Ponadto zaznaczono Olympus Mons (1), Tharsis Tholus (2) i Valles Marineris (6)

Tharsis Montes – łańcuch wulkanów tarczowych na Marsie, położony na wulkanicznej wyżynie Tharsis. W skład łańcucha Tharsis Montes wchodzą Arsia Mons, Pavonis Mons, oraz Ascraeus Mons, będący drugą najwyższą góra na Marsie, po Olympus Mons.
Wulkany te układają się w linii przebiegającej z południowego zachodu na północny wschód, co około 700 km. Na tej samej osi dalej na północ znajduje się jeszcze grupka mniejszych wulkanów: Uranius Mons, Ceraunius Tholus i Uranius Tholus.
Na zboczach wszystkich trzech wielkich wulkanów łańcucha, dzięki obserwacjom sztucznych satelitów Marsa, odkryto otwory najprawdopodobniej prowadzące do jaskiń lawowych.

## Geneza
Na Ziemi liniowe ułożenie wulkanów świadczy zazwyczaj o przemieszczaniu się płyty tektonicznej nad plamą gorąca - tak powstał np. Grzbiet Hawajski. Na Marsie brakuje jednak dowodów tektoniki płyt; liniowy przebieg wulkanów Tharsis Montes przypisuje się raczej głębokiemu pęknięciu marsjańskiej skorupy.